# Adromischus coleorum
Adromischus coleorum är en fetbladsväxtart som beskrevs av Graham Williamson. Adromischus coleorum ingår i släktet Adromischus och familjen fetbladsväxter. Inga underarter finns listade i Catalogue of Life.